# Berlin Recycling Volleys
O Berlin Recycling Volleys é um time alemão de voleibol masculino da cidade de Berlim, situada na região metropolitana de Berlim/Brandemburgo. Atualmente o clube disputa a 1. Bundesliga, a primeira divisão do campeonato alemão.

## História
O Berlin Recycling Volleys foi criado em 1991 após a fusão dos departamentos de voleibol do SC Charlottenburg (criado em 1901) e do SC Berlin (criado em 1990), logo após a reunificação do país. Muitos dos principais jogadores de voleibol nacionais vestiram as cores do clube: René Hecht, Franko Hölzig, Ronald Triller, Robert Dellnitz, André Barnowski e outros.
A equipe conquistou seu primeiro título nacional em 1993 ao vencer as duas partidas da final contra o SV Bayer Wuppertal. No primeiro encontro realizado em Wuppertal, a equipe fechou a partida em 3–1. No jogo de volta, a equipe da capital alemã venceu novamente a partida, desta vez pelo placar de 3–0, com parciais de 15–8, 15–13 e 15–11 e levantou a taça do campeonato alemão pela primeira vez.
No final da década de 90 atuaram no time: Marco Liefke, Stefan Hübner, Norbert Walter, Ilja Wiederschein, Frank Dehne, Björn Andraee, entre outros, que contribuíram para a medalha de bronze da equipe na Copa Challenge de 1998–99, contra o italiano Lube Banca Marche Macerata.
Nos anos 2000, os berlinenses só conquistaram o campeonato duas vezes, mas estavam sempre entre os três primeiros na liga nacional e jogavam internacionalmente a cada temporada.
Em 18 de novembro de 2008, no jogo da Bundesliga contra o Evivo Düren, foi dado o primeiro passo desde o Sömmeringhalle até o Max-Schmeling-Halle. Para a temporada 2011–12, adquiriram o patrocínio do Berlin Recycling GmbH, alterando seu nome para Berlin Recycling Volleys e finalmente transferindo seus jogos para o Max-Schmeling-Halle. Na terceira partida das finais da temporada 2012–13 contra o VfB Friedrichshafen, em 2 de maio de 2013, um recorde da Bundesliga foi estabelecido lá com 8.553 espectadores.

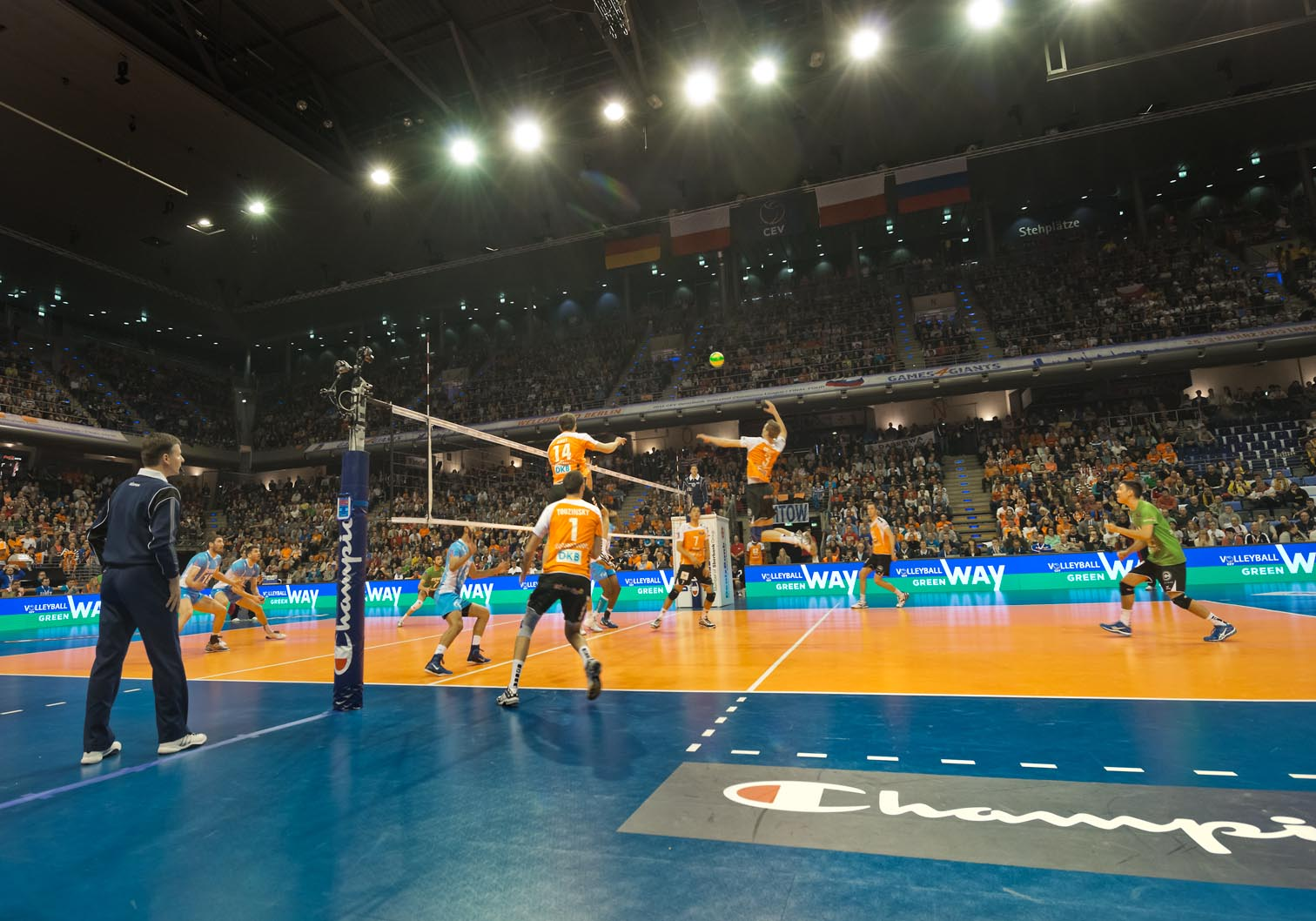
Final Four da Liga dos Campeões de 2014–15.

Sendo sede da fase final da Liga dos Campeões de 2014–15, a equipe preto e laranja avançou ao Final Four, onde foi superado na semifinal pelo russo Zenit Kazan. Na disputa do terceiro lugar, derrotou o polonês PGE Skra Bełchatów no tie-break por 23–21 e conquistou a inédita medalha de bronze na maior competição de clubes da Europa. Em 2016, o clube triunfou o seu primeiro título continental, a Copa CEV de 2015–16, após vencer as duas partidas das final contra o russo Klub Gazprom-Iugra (6–2 no agregado).
Na temporada 2018–19 os jogos em casa dos BR Volleys foram os jogos de voleibol mais vistos na Europa, com uma média de 5.208 espectadores em todas as competições da Bundesliga, Copa e Liga dos Campeões.

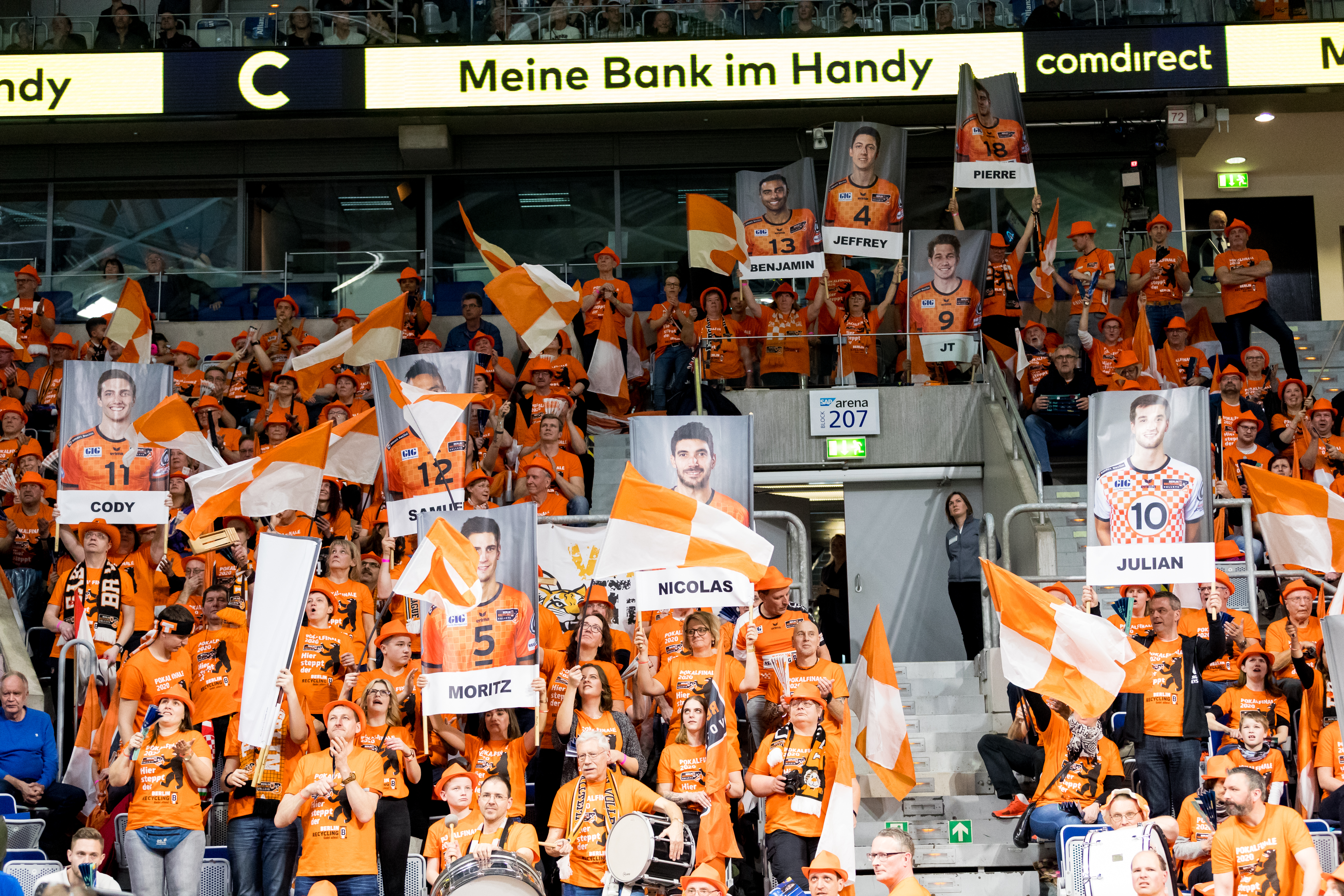
Torcida do BR Volleys na final da Copa da Alemanha de 2019–20 contra o SWD Powervolleys Düren.

Na temporada seguinte, após ser eliminado pelo SVG Lüneburg nas semifinais da Copa da Alemanha de 2018–19, a equipe voltou ao lugar mais alto do pódio após conquistar a taça da Copa da Alemanha de 2019–20, sendo a quinta de sua história, após vencer o SWD Powervolleys Düren na final por 3–0.

Na temporada 2021–22 o BR Volleys conquistou seu 12.º título da Bundesliga, disputando as finais contra o arquirrival VfB Friedrichshafen (maior campeão alemão com 13 títulos até então). Após perder as duas primeiras partidas da série "melhor de cinco", os berlinenses derrotaram a equipe da cidade de Friedrichshafen nas três partidas restantes e conquistaram seu sexto título consecutivo. No final do ano, o BR Volleys conquistou o título da Bounce House Cup – torneio sucessor à Supercopa Alemã – vencendo na final o VfB Friedrichshafen por 3 sets a 0.

## Títulos

### Internacionais

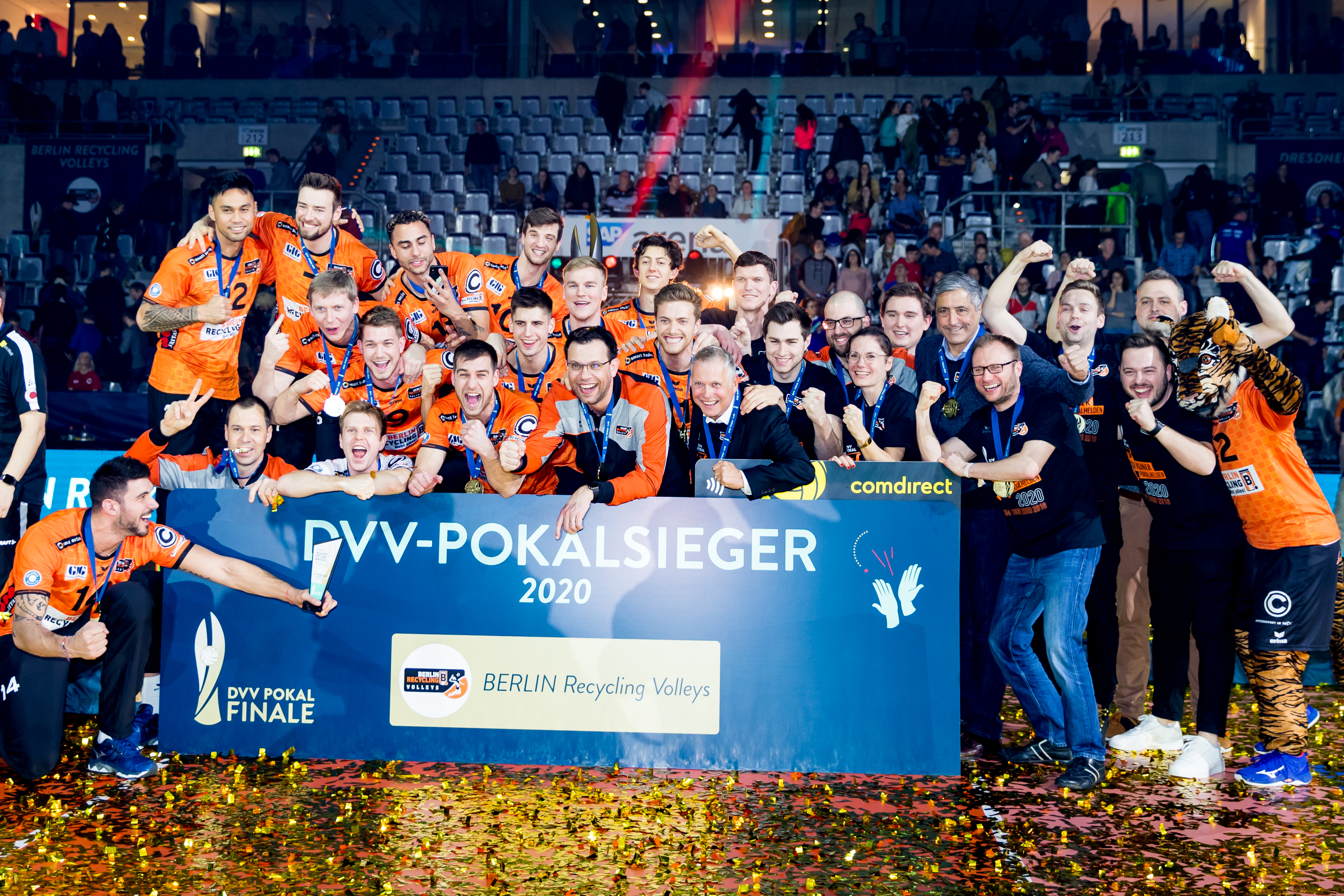
Berlin Recycling Volleys comemorando o título da Copa da Alemanha de 2019–20.

Liga dos Campeões
- Terceiro lugar: 2014–15

 Copa CEV
- Campeão: 2015–16

 Copa Challenge
- Terceiro lugar: 1998–99, 2009–10

### Nacionais
Campeonato Alemão
- Campeão: 1992–93, 2002–03, 2003–04, 2011–12, 2012–13, 2013–14, 2015–16, 2016–17, 2017–18, 2018–19, 2020–21, 2021–22, 2022–23, 2023–24
- Vice-campeão: 1999–00, 2001–02, 2007–08, 2010–11, 2014–15

 Copa da Alemanha
- Campeão: 1993–94, 1995–96, 1999–00, 2015–16, 2019–20, 2022–23, 2023–24
- Vice-campeão: 1991–92, 1994–95, 2003–04, 2004–05, 2013–14, 2016–17

 Supercopa Alemã
- Campeão: 2019, 2020, 2021, 2022
- Vice-campeão: 2016, 2017, 2018

 Copa da Alemanha Oriental
- Campeão: 1990–91

## Elenco atual
Elenco da temporada 2023–24:
| Camisa              | Nome            | Altura (m) | Posição    |
| ------------------- | --------------- | ---------- | ---------- |
| 1                   | Adam Kowalski   | 1,80       | Líbero     |
| 2                   | Satoshi Tsuiki  | 1,74       | Líbero     |
| 3                   | Robert Täht     | 1,91       | Ponteiro   |
| 4                   | Timo Tammemaa   | 2,04       | Central    |
| 5                   | Nehemiah Mote   | 2,04       | Central    |
| 6                   | Johannes Tille  | 1,86       | Levantador |
| 9                   | Timothée Carle  | 1,99       | Ponteiro   |
| 10                  | Daniel Malescha | 2,03       | Oposto     |
| 11                  | Cody Kessel     | 1,97       | Ponteiro   |
| 12                  | Sašo Štalekar   | 2,14       | Central    |
| 13                  | Ruben Schott    | 1,92       | Ponteiro   |
| 14                  | Leon Dervisaj   | 1,95       | Levantador |
| 17                  | Marek Šotola    | 2,00       | Oposto     |
| 21                  | Tobias Krick    | 2,13       | Central    |
| Técnico: Joel Banks |                 |            |            |